# Judith Guestová
Judith Guestová (* 29. března 1936, Detroit, Michigan) je americká spisovatelka a scenáristka, praneteř básníka Edgara Guesta (1881-1959).
V roce 1954 dokončila střední školu Royal Oak Dondero, poté studovala angličtinu a psychologii na University of Michigan, kterou absolvovala s titulem BA. Před tím, než se rozhodla plně se věnovat napsání románu, učila mnoho let na státní škole.
Její první kniha Ordinary People (u nás vyšla pod názvem Obyčejní lidé), která byla vydána v roce 1976, o čtyři roky později (1980) byla zfilmována a snímek získal Oscara za nejlepší film roku. Tento a dva další romány, Second Heaven (1982) a Errands (1997), vyprávějí o dospívajících dětech, které jsou nuceny vyrovnat se s různými krizemi v rodině. Napsala také scénář k filmu Rachel River z roku 1987.
Judith Guestová se autorsky podílela na románu Killing Time in St. Cloud (1988), spolu s další spisovatelkou Rebeccou Hillovou. Její nejnovější kniha The Tarnished Eye (2004) vychází z pravdivého příběhu nevyřešeného zločinu v jejím rodném Michiganu.
S rodinou žije v Minneapolis – Saint Paul v Minnesotě, je vdaná za obchodníka Larryho Lavercombea, se kterým má tři syny,